# Hecalus
Hecalus är ett släkte av insekter. Hecalus ingår i familjen dvärgstritar.

## Dottertaxa tillHecalus, i alfabetisk ordning[1]
- Hecalus adnexus
- Hecalus aegyptiacus
- Hecalus aither
- Hecalus atascaderus
- Hecalus atreus
- Hecalus aurora
- Hecalus bahrabiad
- Hecalus carinatus
- Hecalus caudatus
- Hecalus chilensis
- Hecalus compressus
- Hecalus curtus
- Hecalus dentatus
- Hecalus dubius
- Hecalus eximius
- Hecalus facialis
- Hecalus ferrugineus
- Hecalus finnamorei
- Hecalus furcatus
- Hecalus fuscovittatus
- Hecalus ghaurii
- Hecalus glaucescens
- Hecalus godavariensis
- Hecalus henanus
- Hecalus hepneri
- Hecalus imitans
- Hecalus kansiensis
- Hecalus kengeanus
- Hecalus lacteus
- Hecalus lefroyi
- Hecalus lippensi
- Hecalus longicauda
- Hecalus lutescens
- Hecalus macilentus
- Hecalus major
- Hecalus misranus
- Hecalus montanus
- Hecalus morrisoni
- Hecalus nervosus
- Hecalus nigrafasciatus
- Hecalus nimbosus
- Hecalus nitobei
- Hecalus pallescens
- Hecalus paraumballaensis
- Hecalus paykulli
- Hecalus plagiatus
- Hecalus prasinus
- Hecalus pusae
- Hecalus reticulatus
- Hecalus ribauti
- Hecalus rubens
- Hecalus sindhensis
- Hecalus thailandensis
- Hecalus thomsonii
- Hecalus tripunctatus
- Hecalus tuberculatus
- Hecalus umballaensis
- Hecalus wallengrenii
- Hecalus virescens
- Hecalus viridis